# Efgartigimod alfa
Efgartigimod alfa ist ein Arzneistoff mit immunmodulierender Wirkung. Er wurde unter dem Namen Vyvgart (Hersteller: Argenx) 2021 in den USA sowie 2022 in Japan und der EU zur Behandlung der Myasthenia gravis zugelassen. Myasthenia gravis ist eine seltene neuromuskuläre Autoimmunerkrankung, bei der die Betroffenen an einer belastungsabhängigen Ermüdung der Skelettmuskulatur leiden. Seit 2024 (USA) bzw. 2025 (EU) ist das Arzneimittel zudem zur Therapie der chronischen inflammatorischen demyelinisierenden Polyneuropathie (CIDP) zugelassen.
Efgartigimod alfa wird intravenös oder subkutan verabreicht. Es handelt sich um ein First-in-class-Medikament.

## Eigenschaften
Efgartigimod alfa ist ein Antikörperfragment, das sich vom Fc-Abschnitt des humanen Immunglobulin G1 (IgG1) ableitet, in der Glykosylierungsform alpha.
Es handelt sich ein Homodimer aus zwei identischen Peptidketten zu jeweils 227 Aminosäuren, wobei an fünf Positionen die Aminosäuren durch andere ersetzt sind im Vergleich zur genuinen Sequenz. Die Ketten sind über zwei Disulfidbrücken miteinander verbunden.
Die molare Masse von Efgartigimod alfa  beträgt etwa 54 kDa, wovon 51,3 kDa auf den Proteinanteil entfallen.
Efgartigimod alfa wird durch rekombinante DNA-Technologie unter Verwendung von Zelllinien aus Ovarien des Chinesischen Zwerghamsters (CHO-Zellen) hergestellt.

## Wirkungsmechanismus

Vereinfachte schematische Darstellung des angenommenen Wirkungsmechanismus von FcRn-Inhibitoren (Abdeg, antibody that enhances IgG degradation) modifiziert nach D.D. Patel, J.B. Bussel
Links: IgG-Moleküle gelangen durch Pinozytose in die Zellen (1) und werden in Endosomen, die neonatale Fc-Rezeptoren (FcRn) enthalten, aufgenommen (2). Aufgrund des sauren pH-Werts in den Endosomen bindet der FcRn fest an den Fc-Teil von IgG. Es folgt eine Sortierung (3): Ungebundenes, überschüssiges IgG gelangt in Lysosomen (4) und wird dort abgebaut. Gebundene IgG-Moleküle werden zurückgehalten (5) und durch Exozytose (6) aus der Zelle heraus befördert. Im physiologischen (nahezu neutralen) pH-Wert des Blutes setzt der FcRn das IgG frei (7). Rechts: FcRn-Inhibitoren binden sowohl bei physiologischem als auch bei saurem pH-Wert mit größerer Affinität an den FcRn als endogenes IgG. Sie konkurrieren somit mit endogenem IgG um die FcRn-Bindung. Infolgedessen werden mehr endogene IgG-Moleküle dem lysosomalen Abbau zugeführt und weniger recycelt.

Bei Myasthenia gravis produziert das Immunsystem gegen den Acetylcholin-Rezeptor (AChR) gerichtete Antikörper, die die Bindung des Neurotransmitters Acetylcholin (ACh) an die AChR an der motorischen Endplatte verhindern. Es resultiert eine gestörte Signalübertragung zwischen Nerv und Muskel, die sich in einer Ermüdbarkeit (Schwäche) der willkürlichen Muskulatur in Form von Lähmungserscheinungen äußert. In schweren Fällen können sie lebensbedrohliche Atem- und Schluckprobleme verursachen.
Efgartigimod alfa bindet an den neonatalen Fc-Rezeptor (FcRn), der normalerweise IgG-Antikörper vor dem Abbau schützt und in das Blut zurückführt. Durch die Blockade wird dieses Recycling unterdrückt und die Konzentrationen aller IgG-Antikörper, einschließlich der abnormem Anti-AcHR-Antikörper, im Blut sinken.
Die durch Blockierung von FcRn erzeugte Senkung von IgG-Antikörperspiegeln ist ein potenzieller therapeutischer Ansatz für verschiedene Autoimmunerkrankungen, von denen bekannt ist, dass sie durch pathologische IgG-Antikörper beeinflusst werden. Neben der Myasthenia gravis sind dies auch:
- Immunthrombozytopenie (ITP), eine chronische Erkrankung mit Blutergüssen und Blutungen
- Pemphigus vulgaris (PV), eine chronische Erkrankung mit schwerer Blasenbildung der Haut
- Chronische inflammatorische demyelinisierende Polyneuropathie (CIDP), eine chronische entzündliche Erkrankung der peripheren Nerven, die zu einer Beeinträchtigung der motorischen Funktion führt.

## Medizinische Verwendung

### Generalisierte Myasthenia gravis
Die amerikanische Food and Drug Administration (FDA) hat das Medikament im Dezember 2021 zugelassen zur Behandlung von generalisierter Myasthenia gravis (gMG) bei Erwachsenen, die positiv auf Anti-Acetylcholin-Rezeptor-Antikörper getestet wurden. In Japan erteilte das Gesundheitsministerium MHLW im Januar 2022 die Zulassung. Die Zulassung für die Europäische Union erfolgte im August 2022.
Die Verabreichung erfolgt als circa einstündige intravenöse Infusion oder als subkutane Injektion.
Die Sicherheit und Wirksamkeit von Efgartigimod alfa (intravenöse Darreichung) wurden in einer 26-wöchigen klinischen Studie mit 167 Patienten mit Myasthenia gravis untersucht, die randomisiert entweder Efgartigimod alfa (Verum) oder Placebo erhielten. Die Studie zeigte, dass während des ersten vierwöchigen Zyklus in der Verumgruppe mehr Patienten auf die Behandlung ansprachen (68 %) als in der Placebogruppe (30 %), gemessen an den Auswirkungen von Myasthenia gravis auf die Aktivitäten des täglichen Lebens (Myasthenia Gravis Activities of Daily Living(MG-ADL)-Score). Auch im Ansprechen auf eine Verbesserung der Muskelschwäche war die Zahl der Patienten in der Verumgruppe größer als die in der Placebogruppe.

### Chronisch-entzündliche demyelinisierende Polyneuropathie
Im Juni 2025 wurde in der EU als zusätzliches Anwendungsgebiet die progrediente oder rezidivierende chronisch-entzündliche demyelinisierende Polyneuropathie (CIDP) bei Erwachsenen in der Zweitlinie zugelassen. CIDP ist eine ebenfalls sehr selten auftretende entzündliche Erkrankung der peripheren Nerven. Die Verabreichung erfolgt subkutan. In den USA ist die Behandlung der CIDP seit Juni 2024 zugelassen.
Die Zulassung beruht auf den Daten der prospektiven, multizentrischen Studie ARGX-113-180 (ADHERE), die in zwei Behandlungsphasen durchgeführt wurde: 
- eine offene Phase A (322 Patienten; primärer Endpunkt: Prozentsatz der Responder, gemessen als Patienten, die eine bestätigte bestätigte klinische Verbesserung - ECI, evidence of clinical improvement - erreichten) und
- eine doppelblinde, placebokontrollierte Phase B mit randomisiertem Absetzen (221 Patienten; primärer Endpunkt: Zeit bis zum Auftreten des ersten Nachweises einer klinischen Verschlechterung gemessen als Anstieg auf der Skala Adjusted Inflammatory Neuropathy Cause and Treatment, aINCAT-Wert).[8]

In der Phase A wurde der primäre Endpunkt bei 66,5 % der Patienten erreicht. In der Phase B blieben Patienten unter Efgartigimod alfa (subkutan) länger rezidivfrei im Vergleich zu Patienten, die Placebo erhielten.

### Nebenwirkungen und Anwendungsbeschränkungen
Die häufigsten unerwünschten Wirkungen, die bei mindestens 10 % der Patienten beobachtet wurden, waren Atemwegsinfektionen, Kopfschmerzen und Harnwegsinfektionen. Überempfindlichkeitsreaktionen wie Schwellungen (Ödeme), Kurzatmigkeit (Dyspnoe) und Hautausschlag traten auf.
Da Efgartigimod alfa eine Verringerung aller IgG-Spiegel – nicht nur die der abnormem Anti-AcHR-Antikörper, sondern auch die der nicht pathologischen Antikörper – verursacht, kann das Infektionsrisiko steigen.

## Sonstiges
Die FDA hatte Efgartigimod alfa hatte einen Orphan-Drug-  und Fast-Track-Status erteilt. Zudem ist Efgartigimod alfa für die Behandlung der chronischen inflammatorischen demyelinisierenden Polyneuropathie in den USA als Orphan-Drug ausgewiesen. Ebenso bestehen in der EU Einstufungen als Orphan-Arzneimittel.
Die subkutane Darreichungsform enthält im Vergleich zur intravenösen Form zusätzlich eine rekombinant hergestellte humane Hyaluronidase (Hyal-PH20, Vorhyaluronidase alfa). Dies ist eine Endoglykosidase, die bei subkutaner Verabreichung die Dispersion und Resorption von Efgartigimod alfa erhöht.